# XXIX век

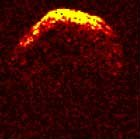
Астероид (29075) 1950 DA, который может с очень высокой долей вероятности столкнуться с Землёй 16 марта 2880 года

XXIX (два́дцать девя́тый) век  по григорианскому календарю — век с 1 января 2801 года по 31 декабря 2900 года. Это 9-й век 3-го тысячелетия.  Он наступит через 776 лет.

## Ожидаемые события
- 2847 год — аренда католического кладбища Святого Михаила[англ.] в Гонконге закончится после 999-летней аренды[англ.], если до этой даты не произойдёт никаких изменений в правовом статусе[1].
- 2873 год — в вере бахаи, 1000-летнее Законоцарствие Бахауллы подойдёт к концу. Бахаулла утверждал, что Царствие Божье («Величайший мир») будет установлено в течение настоящей эпохи Божественного откровения, в течение 1000 лет от его собственного Откровения.

## Ожидаемые астрономические явления
- Фрагменты, которые остались от прохождения кометы Икэя — Сэки в 1965 году, достигнут внутренних областей Солнечной системы. Эта комета была разорвана на три части в 1966 году, а период обращения кометы вокруг Солнца равен 880 годам.
- 25 марта, 2816 год. В 15:47 (UTC) Меркурий покроет планету Юпитер.
- 6 марта, 2817 год. В 9:36 (UTC) Венера покроет планету Сатурн.
- 11 апреля, 2818 год. В 20:41 (UTC) Меркурий покроет Марс.
- 6 февраля, 2825 год. В 10:50 (UTC) Марс покроет планету Уран.
- 2829—2830 годы. Тройное соединение Марс — Сатурн.
- 15 декабря, 2830 год. В 09:40 (UTC) Венера покроет Марс.
- 20 июля, 2855 год. В 05:15 (UTC) Меркурий покроет планету Юпитер.
- 2842—2843 годы. Тройное соединение Марс — Юпитер.
- 17 декабря, 2846 год. Прохождение Венеры по диску Солнца[2].
- 14 декабря, 2854 год. Частичное прохождение Венеры по диску Солнца[2].
- 2866 год. Тройное соединение Марс — Сатурн.
- 16 марта, 2880 год. Прогнозируемый срок сближения с Землёй астероида (29075) 1950 DA с наиболее высокой вероятностью столкновения с Землёй среди всех астероидов. Вероятность столкновения астероида с Землёй на настоящий момент оценивается как 1:8000[3]. Масса астероида составляет три миллиарда тонн, а его диаметр — 2 километра. В случае столкновения человеческую цивилизацию ждут последствия катаклизма из-за резких изменений в биосфере и глобального изменения климата[4].